# Red John
Red John (John el rojo) es un personaje de ficción de la serie El Mentalista, famoso asesino en serie antagonista oculto y némesis del protagonista, Patrick Jane. Es un asesino en serie que empezó a matar en 1988 y que asesinó al menos a 30 personas en California, Nevada y México. Con el paso del tiempo se convirtió en un temido líder criminal al fundar y dirigir una vasta organización secreta de policías corruptos conocida como la "Sociedad Blake", una asentada red compuesta por amigos, seguidores y agentes al servicio de Red John, los cuales se encuentran enquistados en las fuerzas del orden como la policía de California, el CBI, el FBI y otras agencias federales. Cinco años antes de los acontecimientos del primer episodio, Red John asesinó a la mujer y a la hija del protagonista de la serie Patrick Jane (Simon Baker), convirtiendo a Jane en su más decidido enemigo.
En el episodio final de la temporada 3, "Fresas con nata (Parte 2)", Jane cree matar a Red John. El personaje fue interpretado por el ganador de un Premio Emmy y un Globo de oro Bradley Whitford. Sin embargo, tras este tenso final, Jane se da cuenta, en "Cintas rojas", primer episodio de la cuarta temporada, que el hombre al que había matado no era el famoso asesino en serie que tanto buscaba.
Finalmente en el capítulo 8 de la temporada 6, tras la larga investigación de Jane sobre los siete últimos sospechosos, se revela que el bonachón sheriff Thomas McAllister es Red John.
En ese momento Patrick había perseguido a Bertram, al pensar que él era Red John, hasta una iglesia. Este, al revelarle que no es Red John, ordena a otro miembro de la asociación Blake que lo mate, pero este termina matando a Bertram y después de eso aparece el Sheriff McAllister. Al estar ambos solos, Jane se las ingenia para desarmarlo confundiéndolo con una paloma e hiriéndolo con un arma que tenía escondida en la iglesia. Entonces aparece una mujer que intenta atacar a Jane y tras eso Red John sale corriendo como puede mientras Patrick le persigue por la calle hasta alcanzarlo en un parque, donde finalmente lo mata estrangulándolo lentamente.

## La cara sonriente y otras señas de identidad

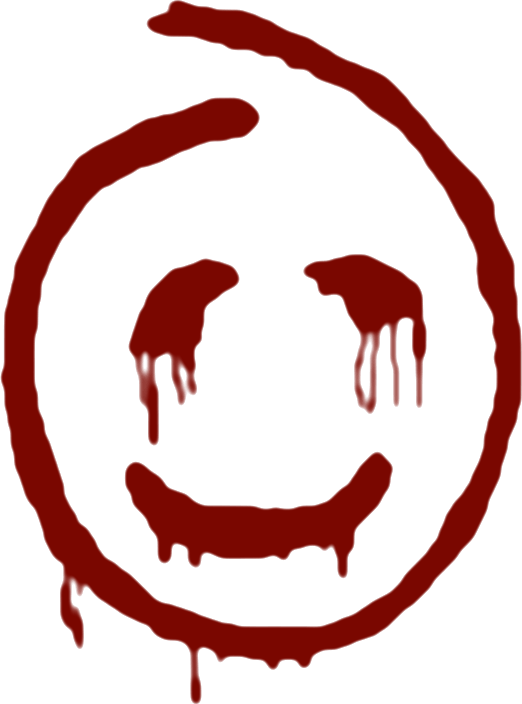
"La cara sonriente"

Como parte de su firma, Red John dibuja una cara sonriente en la pared con la sangre de sus víctimas, siempre en el sentido de las agujas del reloj (excepto cuando fue dibujada en el cielo en "Tras los pasos de Red John", episodio final de la primera temporada), usando tres dedos de su mano derecha en un guante de goma.
Patrick Jane, el protagonista de la serie, dice en el primer episodio que, "Red John se ve a sí mismo como un showman; un artista. Tiene un desarrollado sentido de la teatralidad". Jane insiste "... la primera cosa que alguien ve es la cara en la pared. Primero ves la cara, y entonces lo sabes. Sabes lo que ha pasado y sientes temor. Entonces, y sólo entonces, es cuando ves el cuerpo de la víctima. Siempre en ese orden." Jane se sirvió de esta información para saber que un aparente nuevo asesinato de Red John fue en realidad un crimen de unos imitadores.
Además, Red John ha pintado dos veces las uñas de los pies de sus víctimas con su propia sangre. Ambas eran mujeres. La primera fue la esposa de Patrick Jane, para castigar a Jane por "calumniarle" en los medios de comunicación. Años después, sabiendo que el caso terminaría siendo investigado por el equipo de la Brigada Criminal de California y que le recordaría la muerte de su mujer, Red John pintó las uñas de los pies de una joven, consiguiendo su objetivo de enfurecer a Jane y hacerle caer en su trampa.
Las víctimas de Red John son casi siempre mujeres, pero hay excepciones. Una de estas fue Jared Renfrew (Todd Stashwick), un hombre al que Jane ayudó a salir de la cárcel con la condición de que le diese información acerca del paradero de Red John. Temiendo a Red John, el hombre escapó de la custodia de Jane antes de que pudiera proporcionarle alguna información relevante. Más tarde ese mismo día, el hombre contactó con Jane para explicarle que él no le podía ayudar. Jane usó los ruidos de fondo de la conversación como un punto de partida para encontrar a Jared Renfrew, pero Red John lo encontró primero matándolos a él y a una prostituta que estaba con él. Esto ocurre en el episodio 11 de la primera temporada, "Los amigos de Red John". En el episodio "Secretaria roja" de la segunda temporada, se descubre que Red John asesinó a otro hombre al verse interrumpido por este cuando estaba asesinando a su mujer. Jane cree que esto ocurrió en los primeros años de la "carrera criminal" de John y que Red John había cometido un error en su procedimiento debido a su inexperiencia. Jane cree que Red John movió el cuerpo de la escena del crimen (algo que de otra manera no habría hecho) para enterrar su error, lo que podría permitir descubrir la verdadera identidad de Red John. En el episodio final de la segunda temporada, Red John y Jane se conocen cuando John rescata a Jane de unos secuestradores; sin embargo John llevaba una máscara roja para evitar que Jane le viera la cara. Entonces Red John recitó a Patrick, que estaba atado a una silla, una parte del poema The Tiger de William Blake. En la temporada cuatro, en el episodio "Luz roja intermitente", Red John mata a Jim Panzer, un bloguero y asesino en serie conocido como el Asesino de San Joaquín, cuando menospreció a Red John en televisión tratándole de descuidado al permitir que Jane le disparase.
En el primer episodio de la cuarta temporada, Patrick Jane dice que las víctimas de Red John son "casi todas mujeres, las mata de madrugada, en sus casas. Primero las despierta, porque le gusta ver el miedo en sus ojos. Le gusta escucharlas suplicando piedad mientras les corta el cuello."
En el episodio 2 de la segunda temporada "La letra escarlata", Patrick también le dice a Bosco que "Red John no comete errores. No deja pistas. Si tienes nuevas pruebas, es porque él quiere que las encuentres. La pregunta no es qué significan, sino por qué te las ha dado".

## Víctimas de Red John
Si bien Red John se le reconoce por ser un asesino en serie que gusta de matar mujeres, también ha asesinado hombres (aunque se ha especulado que también goza de matar hombres), ya sean policías, agentes federales, civiles comunes u otros asesinos en serie, con el propósito sea o de cubrir su verdadera identidad o castigar el ser difamado en público o hacer imitaciones de su trabajo. Red John ha asesinado a 20 mujeres y 15 hombres (3 de ellos a través de Rebecca Anderson, la secretaria del Agente Especial Bosco, otro a través del agente del FBI Craig O'Laughlin, y uno más a través del también agente del FBI Reed Smith). En el primer episodio, un asesino imitador declara en una carta haber matado a 12 mujeres (declara tener "12 esposas" en la carta). Esto significa que sólo 11 mujeres habían sido asesinadas por el verdadero "Red John" hasta el primer episodio de la serie, de las cuales dos eran la mujer y la hija de Jane. La mujer asesinada en ese episodio no es pues, una víctima del verdadero John sino de un imitador.

### Jared Renfrew
En el episodio "Los amigos de Red John" (temporada 1, episodio 11), Jared Renfrew (Todd Stashwick), un hombre con información sobre Red John es asesinado junto a una prostituta. La prostituta es la duodécima mujer víctima de John. Renfrew fue compañero de celda en 1998 de Orville Tanner un cómplice de Red John en su primer asesinato, cuando estuvo preso por posesión de narcóticos. Jane consigue sacar a Jared de prisión encontrando al verdadero asesino de su novia, pero Renfrew escapa antes de contarle nada a Jane. Más tarde Renfrew llama a Jane desde México con el teléfono de una prostituta, le dice que Red John sabría que no le había dicho nada a Jane, insinuando que había un informador dentro de la Brigada Criminal. Cuando el BIC rastreó el teléfono hasta un apartamento en Tijuana, encuentran a Renfrew muerto junto con la prostituta en la cama, ambos asesinados por Red John. En la pared, escrito con sangre por Renfrew, están las palabras "He is Ma...", con un tercer carácter que podría ser 'a', 'r', o 'n'. También podría ser "The 15 Mar". También se descubre en ese episodio que Red John tiene acceso a los ordenadores y a los sistemas de comunicación de la policía. Al final del episodio, Jane reconoce que "Red John es mucho más poderoso de lo que me había imaginado".
Renfrew, quien era miembro de una familia pudiente de Sacramento, fue un traficante de drogas rehabilitado que estaba preso desde hacía un año por el homicidio de su novia Undine Kopecky, la hija de una empleada de servicio de su familia, quien resultó ser su medio hermana por parte de padre. Fue inculpado por su propia madre quien cometió el asesinato tras saber de la relación incestuosa que sostenía Jared con la mujer.

### Emma Plaskett
En el capítulo final de la primera temporada (episodio 23), Red John asesina a Emma Plaskett (Diana Cosma), una adolescente de una pareja de gemelas. Emma es su decimotercera víctima mujer. El sheriff local (Michael Mosley) se descubre como su cómplice, y también como el hijo del primer cómplice de Red John, Tanner. También se descubre que Red John, bajo el alias de Roy Tagliaferro, tuvo una relación con una mujer ciega llamada Rosalind Harker (Alicia Witt), que curiosamente es pelirroja. Su marca está pintada encima de su cama. Ella declara que la había dejado seis meses antes. No obstante, más adelante puede apreciarse a Patrick Jane luchando con el sheriff Hardy, quien estaba bebiendo de una taza china que coincide con las que tenía Harker. Rosalind le cuenta a Jane que Red John es "poco menos de 6 pies de alto; poco musculoso, pero tampoco fofo; pelo corto y liso; con una voz suave; de manos ásperas y fuertes; que huele a pino y clavos y a tierra; y que le gustaba escucharle tocar el piano (especialmente Bach —de quien admiraba su rigor—).

### Towlen Morning y la familia Peaks
En el episodio "Secretaria roja" (número 8 de la temporada 2), se descubre que Red John había matado a un hombre llamado Towlen Morning, que era el médico de la familia Peaks (Carter y Janeth la tercera víctima femenina), una pareja de esposos que fueron asesinados por Red John en el 2000.
El cuerpo del doctor fue encontrado desnudo, en un cementerio, después de haber sido congelado y con un ramo de rosas amarillas encima. Cuando Jane descubre su identidad y va al despacho de la víctima, encuentra la cara sonriente pintada en la pared junto con el cadáver del agente Marlon Heaks. 
El equipo especula con que Red John lo mató porque el Dr. Morning pudo encontrar evidencias en el cuerpo de Carter Peaks que podrían haber llevado a los investigadores a descubrir su identidad. Todo esto porque Red John, para mantener la teatralidad de los escenarios de sus crímenes, se vio obligado a matar a Carter Peaks cuando le descubrió asesinando a su mujer Janeth, para luego manipular su cadáver y trasladarlo a otro sitio. El cadáver de Carter fue encontrado en una zona de demolición y fue sustraído junto con la evidencia forense por la secretaria del agente Bosco Rebeca Anderson bajo una falsa identidad.

### La unidad de Bosco y Rebecca Anderson
Mientras el equipo del Agente Especial Bosco investiga el asesinato de Towlen Morning en el episodio "Secretaria roja" (episodio 8 de la temporada 2), Red John ordena a Rebecca (la secretaria del Agente Especial Senior Sam Bosco) matar al propio Bosco (Terry Kinney) y a dos de sus agentes. La también Agente Especial Senior Teresa Lisbon (Robin Tunney) y Jane encuentran tiroteados en su oficina a Bosco y a dos de los tres agentes de su unidad; Bosco se encuentra herido en estado crítico y los otros dos agentes están muertos. Jane encuentra a Hicks (el tercer agente) muerto en el despacho del doctor Towlen Morning (otra víctima de Red John) junto a la cara sonriente pintada en la pared y una radio que reproducía Preludio de J.S. Bach, misma melodía que tocaba Rosalind Harker en el episodio  Tras los pasos de Red John.
Finalmente, Bosco muere en el hospital antes de que pueda despedirse de su familia pero con tiempo para declararle su amor a Lisbon y parar decirle a Jane que conseguirá atrapar a Red John porque comete errores, y que cuando lo haga, que no lo arreste, sino que lo mate.
Al final de ese capítulo, Red John envenena a Rebecca (su decimocuarta mujer asesinada) antes de que pudiera ser encarcelada.

### Jacqueline Sandoval y dos imitadores
En el capítulo final de la segunda temporada (episodio 23), Red John asesina a una entrevistadora de televisión llamada Jacqueline Sandoval (Angela Martínez) (la mujer víctima número quince) porque le llamó 'bestia' en una entrevista con Kristina Frye (Leslie Hope). Esta por su parte desaparece, probablemente secuestrada por Red John. Patrick Jane, siguiendo una pista por su cuenta en un caso de imitadores de Red John es golpeado y dejado inconsciente para despertar atado a una silla delante de Wesley Blankfein (Cameron Van Cleave), el principal sospechoso, sosteniendo un cuchillo y simulando ser Red John. Jane descubre que Wesley estaba siendo manipulado y chantajeado por otros dos esudiantes (Carrie Finklea y Stephen Sowan) que estaban produciendo un video snuff de Red John. Cuando el imitador estaba a punto de matar a Jane, un hombre vestido de negro aparece, dispara a los estudiantes "directores" (un hombre y una mujer, la decimosexta) y después dispara al imitador en la pierna. Es Red John, que lleva una máscara de disfraz, quien se acerca a Jane y le recita el primer verso de "The Tiger". Entonces le deja, diciéndole que Kristina le envía todo su amor.

### Kristina Frye
En "Con sangre en las manos" (episodio 3 de la tercera temporada), el líder de la secta "Visualiza" Bret Stiles (Malcolm McDowell) le da a Jane un escalofriante mensaje de Red John, diciéndole que puede encontrar a Kristina Frye (Leslie Hope) con vida. Cuando el equipo la encuentra, ella está viva pero incapaz de responder. En las instalaciones de la Brigada, Jane usa una vela que Kristina usó una vez (episodio 7 de la primera temporada, "Visión roja"), para comenzar una sesión de invocación al alma de Kristina y conseguir una interacción con ella. Cuando le preguntó si había llegado a ver alguna vez a Red John, ella le dijo que no sabía de qué estaba hablando, y que estaba convencida de estar muerta, lo que perturba totalmente a Jane. Se especula que pudo ser hipnotizada por Red John para hacerle creer que esta muerta y evitar que revelara su identidad.

### Todd Johnsonn
Asesino en serie de policías, quien al ser capturado por la Brigada Criminal buscaba hablar con Patrick. Posteriormente es incinerado vivo por el agente del FBI Craig O'Laughlin dentro de las instalaciones de la Brigada misma, por orden de Red John, para evitar que este revelara su identidad. En su lecho de muerte, Johnsonn le recita parte del poema The Tiger, la cual Red John le había recitado anteriormente a Patrick. No es clara la relación de Red John con Johnsonn, pero se cree que habría sido manipulado para cometer estos asesinatos.

### Sally Carter y un guardia de seguridad
Tras morir Timothy Carter (Bradley Whitford) a manos de Jane creyéndole Red John, el verdadero John utiliza a Ron, el guardia de seguridad del centro comercial donde se produce el asesinato para que haga desaparecer la pistola del cadáver y Jane no pueda alegar defensa propia. Sin embargo, durante el juicio, el guardia de seguridad aparece muerto en su casa supuestamente por culpa de un accidente doméstico (se le cayó el secador mientras se duchaba aunque Ron era calvo). El equipo de la brigada cree que es obra de Red John para que no pudiera revelar su tapadera (primer episodio de la temporada 4, "Cintas rojas").
La misma suerte corrió Sally Carter (Kate Norby), mujer y cómplice de Timothy, quien tras ser descubierta y arrestada en el primer episodio de la cuarta temporada, es encontrada muerta en su celda en el episodio siguiente, "Cuadernillo rojo". Si bien, aparentemente Sally se suicidó con una cuchara afilada dejando como prueba una larga nota en la que decía lo desdichada y vacía que se sentía ahora que su "dios" Red John había muerto, Jane cree que fue obra de Red John para que no pudiera revelar detalles de su identidad.

### James Panzer (El asesino de San Joaquín)
En "Luz roja intermitente" (episodio 7 de la cuarta temporada), el bloguero y reportero de crímenes James Panzer (David Paymer) menospreció a Red John en un talk show, acusándole de ser un aficionado en comparación con el "Asesino de San Joaquín" (que resultó ser él mismo). Jane, convencido de que él era el Asesino de San Joaquín y ante la dificultad de hacer descubrir a Panzer antes de que siguiera matando, le manipuló para que menospreciara en televisión a Red John, a sabiendas de que este tomaría represalias tal y como lo hizo con él mismo, con Jacqueline Sandoval y con Kristina Frye. Y efectivamente, Red John decide entonces volver a la escena pública demostrando que sigue vivo (tras los hechos ocurridos en el último episodio de la tercera temporada) asesinando a Panzer esa misma noche como castigo a sus burlas.
El Asesino de San Joaquín fue un asesino en serie que empezó a matar a mujeres dos años antes de los sucesos ocurridos en "Luz roja intermitente". Su primera víctima fue Molly Maier, vecina de Panzer, y esa fue la excusa que le sirvió a este para investigar y aparecer como "experto" en el Asesino de San Joaquín. Sus dos últimas víctimas, que hacían las número 5 y 6 de la lista, fueron Michelle Karp y Jill Reisert, ambas asesinadas en el episodio "Luz roja intermitente". 
Su ritual a la hora de asesinar a sus víctimas (todas mujeres de entre 16 y 20 años) era el de atarles las manos y colocarles objetos que encontraba en la escena del crimen en las cuencas de los ojos.

### Luther Wainwright
Jefe de unidad del BIC y superior del equipo de Lisbon. Durante la cuarta temporada Wainwright había estado pasando investigaciones de Jane sobre Red John a la agente del FBI Susan Darcy, sospechando que Jane fuera un cómplice y amigo de Red John, por lo cual la información del operativo que Patrick y Teresa armaron para atrapar a Red John termina a oídos del mismo. Resultó muerto accidentalmente por la agente Darcy en un fallido operativo para capturar a Red John, cuando estaba en el asiento trasero de una limusina atado y amordazado. No se sabe a ciencia cierta cómo terminó en tales circunstancias, pero se cree que habría sido secuestrado por órdenes de Red John, como parte de una contra-jugada maestra  y ante la posibilidad de que Wainwright tuviera información que comprometiera a la sociedad Blake.

### Martin Talbot y Adam Charny
Dos miembros de la secta Visualizar, cuyos restos fueron encontrados en una granja abandonada en Elinston propiedad de la secta, estaban dados por desaparecidos desde 1988. Cuando Jane y el agente Kimball Cho (Tim Kang) inspeccionaban el lugar, encontraron en un granero, para su sorpresa, la destacada marca de Red John. Según un sacerdote y antiguo miembro de la secta al que entrevistó Jane, la marca había sido pintada por un joven que trabajaba en la granja causando cierto grado de perturbación entre los mismos. Se desconoce el motivo por el cual el asesino terminó matando a sus compañeros sectarios,aunque se relaciona con el hecho de que los trabajadores de la granja eran drogados con anfetaminas y forzados a trabajar por el administrador de la granja Lester Bradovich (quien murió en circunstancias apartes y cuyos restos fueron encontrados al lado de los de Talbot y Charny). Con este hecho Jane determinó que Red John fue un antiguo miembro de la secta Visualizar, de sexo masculino, una persona de mediana edad y señalando el origen de su carrera criminal desde 1988 y estos dos homicidios como sus primeros asesinatos.

### Lorelei Martins
Lorelei Martins (Emmanuelle Chriqui) fue mesera de un bar en Las Vegas y otra de las múltiples cómplices de Red John. Patrick la conoce en un bar en Las Vegas. Cuando ambos empiezan a tener un cierto grado de romance, Lorelei le confiesa ser cómplice del asesino y que había sido enviada por el mismo Red John como regalo con el propósito de hacer las paces con Jane, y este aprovecha para atraparlo, por lo que junto con Lisbon y el resto del equipo falsifican sus muertes y crean un operativo en secreto, el cual salió mal ante la interferencia del FBI y la muerte incidental del jefe de la unidad del BIC Luther Wainwright, aunque en el proceso Martins es capturada y puesta en custodia del FBI y trasladada a una prisión federal, desde donde escapa con la ayuda del mismo Jane tiempo después. En ese periodo Lorelei le confiesa a Patrick que Red John era alguien que conocía y que incluso habían estrechado la mano una vez. Jane le cuenta a Lorelei que su hermana Miranda fue torturada y asesinada por Red John, por lo cual después de huir de los federales comienza una persecución contra quienes ayudaron a matar a su hermana, asesinando a  una de las directoras de una fundación de ayuda a mujeres víctimas de maltrato, Julia Howard, quien habría entregado a Miranda a Red John junto con Jason Lennon, al que termina torturando e hiriendo de gravedad. Después de eso decide huir de Jane tras el objetivo de asesinar a Red John. Semanas después aparece muerta en un depósito de artículos de feria junto a la marca de Red John (convirtiéndose en la decimoséptima víctima femenina),  y meses más tarde una de las cómplices del asesino le entrega a Patrick un mensaje grabado en el que Lorelei aparece leyendo un mensaje escrito del asesino que revela una lista de 7 sospechosos de ser Red John y anunciando además que volvería a matar.

### Miranda Martins
Hermana menor de Lorelei y otra de las víctimas femeninas de Red John (posiblemente la víctima decimoctava). Había sido separada de su hermana y vendida por su madre a una pareja extranjera, y tiempo después se reencuentran. Su familia adoptiva reveló que Miranda tenía problemas emocionales por lo que terminó en una fundación de ayuda a la mujer, en donde se cree que fue entregada por los directores de la fundación a Red John. Fue violada y encadenada en una bodega donde murió por deshidratación y hambre, no sin antes escribir con su último aliento el nombre de su asesino "Roy" (el alias que Red John utiliza constantemente).

### La familia Jane (Angela Ruskin y Charlotte Anne)
En el 2003, cinco años antes de la primera temporada, Jane apareció en un talk show televisivo anunciando que estaba usando sus habilidades psíquicas para ayudar a la policía a encontrar a Red John, y habló como si lo conociera: "Es un hombrecillo feo y atormentado. Un alma solitaria. Triste, muy triste". Cuando volvió esa noche a su casa, encontró  en la puerta de su dormitorio una nota de Red John que decía: "Querido señor Jane, no me gusta ser calumniado en los medios, especialmente por un codicioso farsante. Si fuera un verdadero vidente, en lugar de un pequeño gusano deshonesto, no necesitaría abrir la puerta para ver lo que les he hecho a sus queridas mujer e hija". Una vez abierta la puerta, Jane ve la marca de Red John, la cara sonriente, dibujada en la pared, con la sangre de su mujer y su hija. En el presente de la serie, al menos cinco años después de aquello, Jane vuelve a su casa donde aún permanece la cara sonriente dejada por Red John en la pared. La cara es el único elemento que permanece en la casa de Jane; todos los demás muebles han sido retirados. Cuando en el último episodio de la segunda temporada, "Cielo rojo al alba", Jane vuelve a su casa, la cara sonriente permanece ahí y Jane duerme en un colchón en el suelo bajo ella.
Desde que asesinó a su familia, Red John ha demostrado estar tan obsesionado con Jane como Jane lo está con él, como se mostró en los episodios Secretaria Roja de la segunda temporada y  La baya del Diablo de la quinta temporada. Incluso hace a Jane una petición de amistad por medio de Lorelei Martins (Emmanuelle Chriqui) en la temporada 4. Hasta tal punto que ha corrido el riesgo de ser capturado solo por observarlo. De hecho, asesinó al equipo de Bosco únicamente para que Jane pudiera recuperar el caso de Red John; después de que esto pasara, Rebecca le dice a Jane que Red John "lo había echado de menos".

### Ailyn Barlow Turner
Amiga de la infancia de Patrick Jane y esposa de Roddy Turner, un primo de la esposa de Jane (decimonovena víctima). Es encontrada muerta en un motel como un mensaje de Red John hacia Patrick. Su hija de seis meses desapareció en el acto. Según Jane, "Ailyn fue parte de un lindo recuerdo de la infancia que Red John arrancó de su mente y asesinó", connotando la posibilidad de que Red John sea un mentalista como Jane.

### Brett Pattridge
Experto forense y miembro de la sociedad Blake. Conocido por Jane como una persona morbosa que gusta de las escenas del crimen. Encargado de las recreaciones de la escena del crimen de los asesinatos de John, por lo que se le consideró como uno de los "7 sospechosos de ser Red John". Se descubre que fue otro de sus múltiples cómplices, encargado principalmente de falsear informes forenses dentro del BIC. Muere asesinado por Red John como una carnada para atraer a Lisbon a una trampa.

### Sophie Miller
Amiga y antigua psiquiatra que trató a Patrick Jane (la vigésima y última víctima femenina) cuando este fue recluido en un sanatorio mental, y quien le pidió ayuda a Jane para probar su inocencia en un caso de homicidio. Cuando Jane decide buscarla para obtener su ayuda después del asesinato de Ailyn Turnner, encuentra su cabeza decapitada en un horno en su residencia. Jane descubrió por las notas de la doctora Miller que comprobaban las visitas de Red John a la doctora y donde lo  describió como una persona amargada con comportamiento narcisista, bien portado y excelente silbador, a veces emocionalmente inestable ante los problemas límite, capacidad para ocultar cosas sin evidencia y con alguna determinada fobia, dándole a Jane más pistas sobre el verdadero ser de Red John.

### Robert Kirkland
Agente del Departamento de Seguridad Nacional de los Estados Unidos quien aparece en episodio "Rojo amanecer" de la quinta temporada. Al igual que Patrick, Kirkland también buscaba vengarse de Red John, ya que su hermano fue asesinado y desaparecido por el mismo. Kirkland había estado al pendiente de las investigaciones de Jane sobre John desde que empezó a trabajar para el BIC. Estuvo en la "lista de 7 sospechosos de ser Red John", la cual fue revelada a Jane en un video de Lorelai Martins. A pesar de buscar el mismo fin de Jane de atrapar a Red John, Kirkland ha actuado al margen de la ley usando su autoridad como agente de seguridad nacional ya sea para realizar investigaciones paralelas ilegales, hacer seguimientos a ciertas personas sin órdenes legales o para cometer ciertos crímenes, como por ejemplo asesinar a Jason Lennon, un cómplice de Red John, al cual le inyectó aire en el corazón lo que le ocasionó un infarto fulminante, con el propósito de evitar ser descubierto por el asesino.  Cuando Patrick crea un falsa lista de sospechosos de Red John, Kirkland sabe de la lista y por tanto la roba y empieza a asesinar a los sospechosos falsos, como Benjamin Marx, y secuestra a Jane y a Richard Hichback , un pedófilo que era un falso sospechoso de ser Red John (y anteriormente sospechoso de ser el asesino de San Joaquín), a quien torturó y le mutiló un dedo para que confesara sus crímenes. Es detenido por Lisbon y Hightower cuando se disponía a torturar a Patrick, y al ser transportado a una prisión federal es asesinado por el agente del FBI Reed Smith aplicándole la Ley de fuga en complicidad con un guardia de prisiones, por órdenes de Red John.

## Cómplices
A lo largo de la serie, han sido varios los cómplices que se hacen llamar la sociedad Blake, discípulos y amigos de Red John que han ido apareciendo y que están enquistados en las cúpulas policiacas y de la sociedad civil. Además, en varios episodios se hace referencia a la extensa red de relaciones y espías que tiene John, dentro incluso de la propia Brigada Criminal de California o el mismo FBI y el Departamento de Seguridad Nacional de los Estados Unidos. Según Jane, todos sus cómplices dan fidelidad a Red John ya porque este les manipula la mente obligandolos a cometer actos contrarios a su personalidad o les da cosas que no puedan poseer ya sean materiales o inmateriales. Casi todos sus cómplices  terminan asesinados por el mismo Red John cuando son descubiertos para proteger su identidad. Solo el agente Smith es el único que sigue con vida, aunque este nunca se enteró de la verdadera identidad de John.

### Orville Tanner
Red John no actúa solo a la hora de realizar sus asesinatos pero en su primer asesinato contó con la ayuda de Orville Tanner, quien terminó siendo encarcelado por otro delito y más adelante muriendo en la cárcel. Se cuenta su historia en los episodios 11, "Los amigos de Red John", y 23, "Tras los pasos de Red John", de la primera temporada. Se cuenta que fue un convicto reincidente que había entrado y salido de la cárcel por varios delitos y el cual fue juzgado y condenado a cadena perpetua por cometer un asesinato en 1998, el cual fue uno de los primeros homicidios de Red John. Se dice que murió en prisión víctima de una enfermedad en 1999.

### Dumar Tanner
Michael Mosley es el sheriff Tim Hardy, del condado de Croket, un pueblo al que se desplazan Jane, Lisbon y su equipo en el último episodio de la primera temporada, "Tras los pasos de Red John". Investigando la muerte de Emma Plaskett, una chica adolescente, y la desaparición de su gemela Maya, el equipo de Jane da con Rosalind Harker Alicia Witt una pelirroja ciega con información sobre un antiguo amigo del que no sabe nada desde hace seis meses llamado Roy Tagliaferro, y que tiene, sin saberlo, la marca de Red John pintada en la pared de su cama.
La investigación los lleva a descubrir que Roy Tagliaferro es un alias de Red John y que el sheriff Hardy es uno de sus compinches y quien tiene secuestrada a la otra hermana gemela. Antes de caer en la trampa de Jane, Hardy reconoce ser hijo de Orville Tanner, el primer cómplice de Red John, muerto en prisión y amigo personal de John y que, gracias a él, ha podido tener a la mujer de sus sueños (Maya Plaskett). También reconoce haber planificado junto a él la manera de atraparlo también a él y lo mucho que le iba a decepcionar no poder matarlo él mismo. En ese momento interviene Lisbon y poco después Rigsby y Cho para reducirlo.
Más tarde, cuando se lo llevaban al hospital, logra zafarse y matar a un guardia, y cuando está a punto de matar también a Lisbon, Jane lo mata de un disparo con una escopeta. Antes de morir, con su último aliento, logra burlarse una última vez de Jane al hacerle creer que le iba a dar información sobre Red John.

### Rebecca Anderson
En el episodio "Secretaria roja" (número 8 de la segunda temporada) Red John instruye a Rebecca Anderson (Shauna Bloom), otra más de su red de amigos y discípulos (y secretaria del Agente Especial Bosco), para matar a Bosco y a su equipo. Tras conseguir matar a dos de los agentes y dejar gravemente herido a su jefe, Rebecca es finalmente capturada cuando intentaba rematar a Bosco en su habitación del hospital. En el posterior interrogatorio, Rebecca le cuenta a Jane que la intención de Red John a la hora de matar a Bosco y a su equipo es que Jane pudiera recuperar su caso (perdido en el primer episodio de la segunda temporada, "Redención") porque John "le echaba de menos".
Cuando al final del episodio la están trasladando hacia los calabozos se cruza con un hombre al que ella reconoce como Red John y que al pasar junto a ella la infecta con un potente veneno acabando con su vida en segundos para evitar que pudiera terminar cayendo en los juegos mentales de Jane y que terminase hablando. Se supo años después en el 2013 que el mismo Red Jonh fue quien la asesinó, usando credenciales del FBI, las cuales fueron conseguidas a través del agente Smith (otro de sus cómplices) para entrar a los precintos del BIC y asesinarla. 

### Todd Johnson
En el episodio "Luna roja" (número 9 de la tercera temporada) Jane descubre que un técnico de emergencias sanitarias, Todd Johnson (Josh Braaten), es un asesino en serie de policías. Después de ser encerrado en una sala de detención en el cuartel general de la Brigada Criminal de Sacramento, Johnson dice que sólo hablará con Patrick Jane, porque solo él puede comprender lo que tiene que decir. Cuando el guardia vuelve a la sala con Jane, Johnson está quemándose vivo (todavía esposado) dentro de la sala. En su lecho de muerte, Johnson le dice a Jane, "Tiger, Tiger", indicando que él estaba de algún modo relacionado con Red John. A partir de ahí, Patrick empezó una investigación secreta por su propia cuenta para atrapar al asesino de Johnson. 
Mientras tanto, el Agente Special LaRoche (Pruitt Taylor Vince) llega a la Brigada para llevar la investigación oficial de asuntos internos para identificar al asesino de Johnson. Su investigación le lleva finalmente a sospechar de la Supervisora Agente Madeleine Hightower (Aunjanue Ellis), gracias a una prueba de ADN que encuentran más adelante en un caso relacionado con Johnson y a que Hightower tenía una relación sentimental con una de las víctimas de Todd Johnson. Jane creía que la prueba de ADN había sido puesta por Red John o alguno de sus cómplices y ayuda a Hightower a escapar cuando estaban a punto de ir a detenerla, haciendo creer a todos que le había capturado como rehén. Patrick le dice que permanezca escondida, no sólo para escapar de la policía sino también para huir de Red John.
No se sabe a ciencia cierta cual fue la relación que Johnson tenía con Red John, aunque se cree que John lo manipuló para que asesinara policías posiblemente en relación con la Sociedad Blake.

### Agente del FBI Craig O'Laughlin
En el episodio final de la tercera temporada, "Fresas con nata (parte 2)", se descubre que el asesino de Todd Johnson e informante (topo) de Red John dentro del FBI era el agente O'Laughlin (Eric Winter), prometido de la agente de la brigada criminal Grace Van Pelt (Amanda Righetti) y con quien había mantenido una relación durante toda la tercera temporada.
O'Laughlin apareció como enlace del FBI con la brigada criminal en el tercer capítulo de la tercera temporada, "Con sangre en las manos", en su investigación de "Visualiza", la secta dirigida por Bret Stiles (Malcolm McDowell), quien también está relacionado de alguna manera con Red John puesto que transmite a Jane en dicho capítulo, un mensaje suyo indicándole dónde puede encontrar a Kristina Frye (Leslie Hope).
En el episodio final de la tercera temporada, O'Laughlin contrató a una asesina para acabar con Hightower (Aunjanue Ellis) en una trampa orquestada por Jane pero al no conseguirlo, convence a Van Pelt para que le diga dónde tienen escondida a la antigua jefa de la brigada. Él la acompaña hasta allí, asesina a dos policías y trata de asesinar a Hightower. En la refriega, hiere de un disparo a Lisbon, pero termina siendo abatido por Hightower y Van Pelt.
O'Laughlin tiene una última aparición en forma de alucinación de Van Pelt en el episodio 12 de la cuarta temporada, "Recuerdos de un amor sangriento".

### Timothy Carter
En el último episodio de la tercera temporada, "Fresas con nata (parte 2)", Jane va a un centro comercial con Gale Bertram (Michael Gaston), director de la Brigada Criminal de Sacramento pensando que él es Red John, pero recibe una llamada de Lisbon inmediatamente después del tiroteo y muerte de O'Laughlin (Eric Winter) que lo saca de su error. Jane le pide a Lisbon que haga una rellamada al último número marcado por O'Laughlin y le diga a quien conteste que el agente del FBI había fallado en su misión y que estaba muerto. El teléfono suena entonces en una mesa cercana a donde se encuentra Jane, en la cual hay un hombre (Bradley Whitford) leyendo un periódico.
Tras la llamada, Jane se acerca y lo interroga. Al principio el hombre se muestra confundido y amenaza con llamar a seguridad, pero entonces sonríe, dice a Jane que estaba bromeando y le revela que él es Red John y que tiene una pistola bajo el periódico. Después le dice que está cansado de los asesinatos y que quiere dejarlo y empezar una nueva vida e insta a Jane a que haga lo mismo. Patrick desconfía, le dice que no parará hasta ver a Red John muerto y le pide pruebas de su identidad. Mientras se disponía a levantarse para marcharse, el hombre le da detalles sobre la noche del asesinato de su mujer y su hija que sólo su asesino podría conocer, y entonces Jane le dispara con una pistola que empujaba en su bolsillo y lo mata de varios disparos.
En el primer episodio de la cuarta temporada, "Cintas rojas", durante el juicio a Jane por el asesinato del que creía que era Red John, Jane descubre que se había equivocado de hombre, que en realidad era uno más de los múltiples cómplices de Red John. Concretamente, Timothy Carter era un respetado hombre de negocios que había secuestrado junto a su mujer a una adolescente, con posible complicidad de Red John.
Aunque Jane consigue convencer al jurado de que había matado a Red John para salir absuelto del juicio por asesinar al "asesino de su familia", en el segundo episodio de la cuarta temporada, "Libro rojo", Jane sale de dudas cuando llama a Rosalind Harker (Alicia Witt) antigua novia invidente de Red John (aparecida en el último episodio de la primera temporada, "Tras los pasos de Red John") para que "reconociese" el cadáver". Tras tocar el cuerpo de Timothy Carter, Rosalind le confirma a Jane que no era la misma persona con la que ella había mantenido una relación.

### Sally Carter
Sally Carter (Kate Norby) era la mujer y cómplice de Timothy Carter (Bradley Whitford). En el primer episodio de la cuarta temporada, "Cintas rojas", Jane la visita en su casa durante el funeral de su marido para asegurarse de que era Red John. Termina colándose en su casa y cuando se han ido todos descubre una habitación donde mantenía secuestrada a una adolescente, raptada por ella y su marido, en posible complicidad con John, que fingían estar buscando. Entonces Patrick avisa a Lisbon y la detienen.
Ella no dice nada de Red John en los interrogatorios, pero en el siguiente episodio, "Cuadernillo rojo", aparece muerta en su celda, supuestamente "suicidada" por no poder soportar el vacío de su existencia sin "su marido" Red John (con el fin de que la policía piense que Timothy Carter era Red John).

### Lorelei Martins
Enviada a Jane por Red John con el propósito de hacer las paces con el mismo. Martins le confiesa a Patrick que Red John era alguien que conocía y que incluso habían estrechado la mano una vez. Jane le cuenta a Lorelei que su hermana Miranda fue torturada y asesinada por Red John, por lo cual después de huir de los federales comienza una persecución contra quienes ayudaron a matar a su hermana, y asesina a una de las directoras de una fundación de ayuda a mujeres víctimas de maltrato, Julia Howard, que habría entregado a )Miranda a Red John junto con Jason Lennon, al cual termina torturando e hiriendo de gravedad, y después de eso decide huir de Jane con el objetivo de asesinar a Red John. Es asesinada por Red John, no sin antes hacerle grabar un mensaje de video donde le dice a Patrick que volverá a matar y que sabe de la lista de sospechosos de ser el asesino, dándole otra lista de "7 sospechosos".

### Miriam Gottlieb
Trabajadora social y una amiga cercana de Red John. Fue encargada por John para cuidar a la bebe de Ailyn Turrner, una amiga de la infancia de Patrick Jane a la cual mató como parte de un mensaje de represalia contra Jane. Se suicida al ingerir una pastilla con veneno para evitar ser interrogada.

### Agente del FBI Reed Smith
Aparece en el episodio 1 de la quinta temporada y uno de los agentes interesados en el caso de John. Se le consideró como uno de "Los 7 sospechosos de ser Red John"aunque se descubre que trabaja para el mismo siendo miembro de la Sociedad Blake. Fue responsable de la muerte del exagente de Seguridad Nacional Robert Kirkland (otro de los 7 sospechosos). Después del incidente en la casa de Patrick donde tres de los siete sospechosos murieron en una explosión provocada tanto Smith como Bertram son perseguidos por el BIC. Se le intentó liquidar para cubrir el secreto de la sociedad pero al final decide entregarse al BIC y contar todo sobre la sociedad Blake y como fue reclutado por la misma. Se dice que habría sido trasladado a una prisión federal. Es el primer y único cómplice de Red John que logra conservar su vida, aunque este nunca supo su identidad.

### Agente Oscar Cordero
Detective del departamento de policía de Sacramento y miembro de la sociedad Blake. Asignado para asesinar al agente Smith y proteger a Gale Bertram después de los hechos acontecidos en la antigua casa de Patrick Jane. Termina asesinando a Bertram por orden del mismo Red John antes de revelarse ante Patrick cara a cara. Es asesinado por el mismo Jane después de dispararle a McCallister en la iglesia.